# Троїцьке (Баганський район)
Троїцьке (рос. Троицкое) — село у Баганському районі Новосибірської області Російської Федерації.
Входить до складу муніципального утворення Савкинська сільрада. Населення становить 84 особи (2010).

## Історія
Згідно із законом від 2 червня 2004 року органом місцевого самоврядування є Савкинська сільрада.

## Населення
| 2002 | 2007 | 2010 |
| ---- | ---- | ---- |
| 110  | ↘89  | ↘84  |